# Denis Allen (Diplomat)
Sir William Denis Allen, GCMG, CB (* 24. Dezember 1910 in Neuseeland; † 20. Mai 1987) war ein britischer Diplomat, der unter anderem mehrmals assistierender Unterstaatssekretär beziehungsweise stellvertretender Unterstaatssekretär im Außenministerium (Foreign Office) sowie von 1963 bis 1967 Botschafter des Vereinigten Königreichs in der Türkei war.

## Leben
William Denis Allen wuchs in Neuseeland auf, wo sein Vater John Allen als Lehrer an der Whanganui Collegiate School tätig war. Er absolvierte nach dem Schulbesuch ein Studium an der University of Cambridge und trat am 12. Oktober 1934 als Dritter Sekretär (Third Secretary) in den Diplomatischen Dienst (Diplomatic Service) des Außenministeriums (Foreign Office) ein. Während seiner darauf folgenden Verwendungen wurde er am 4. Januar 1940 rückwirkend zum 12. Oktober 1939 zum Zweiten Sekretär (Second Secretary) befördert und war von 1946 bis 1949 als Botschaftsrat (Counsellor) an der Botschaft in den USA tätig. Nach seiner Rückkehr war er von 1949 bis 1952 als Head of German Political Department Leiter des Referats für Deutschland-Politik und wurde für seine Verdienste in dieser Zeit am 2. Januar 1950 zum Companion des Order of St Michael and St George (CMG) ernannt. Während dieser Zeit erfolgte am 9. Januar 1950 rückwirkend zum 1. September 1947 seine Beförderung zum diplomatischen Beamten des sechsten Grades (Officer of His Majesty's Foreign Service, Sixth Grade). Er von 1952 bis 1953 Head of Central Department und damit Leiter des Referats für die Beziehungen zu den Staaten in Mitteleuropa, einschließlich Deutschland, Frankreich und Niederlande.
Während Allen im Außenministerium von 1953 bis 1956 Leiter der Unterabteilung Asien (Assistant Under-Secretary for Foreign Affairs, Asia) war, wurde er zum 1. Januar 1955 auch zum Companion des Order of the Bath (CB) ernannt. Danach fungierte er von 1956 bis 1959 als Leiter der Abteilung für Zentrale Verwaltung (Deputy Under-Secretary for Foreign Affairs and Chief Clerk) des Außenministeriums und wurde für seine Verdienste zum 1. Januar 1958 als Knight Commander des Order of St Michael and St George (KCMG) nobilitiert, wodurch er fortan den Namenszusatz „Sir“ führte. Im Anschluss fungierte er von 1959 bis 1963 als stellvertretender Generalkommissar für Südostasien (Deputy Commissioner-General for South-East Asia).
Am 7. März 1963 wurde Sir Denis Allen als Nachfolger von Sir Bernard Burrows zum Botschafter des Vereinigten Königreichs in der Türkei ernannt. Er verblieb auf diesem diplomatischen Posten in Ankara bis 1967, woraufhin Sir Roger Allen ihn dort ablöste. Er selbst kehrte im Anschluss noch einmal ins Außenministerium zurück und war von 1967 bis zu seinem Eintritt in den Ruhestand 1969 Leiter der Unterabteilung Mittlerer Osten und Nordamerika (Deputy Under-Secretary for Foreign Affairs, Middle East and North America). Zuletzt wurde er zum 1. Januar 1969 auch zum Knight Grand Cross (GCMG) erhoben. Aus seiner 1939 geschlossenen Ehe mit Elizabeth Helen Watkin Williams ging ein Sohn hervor, der Botaniker David Allen (* 1942), der sich unter anderem mit tropischer Landwirtschaft befasst.